# Trapianto di cellule staminali ematopoietiche
Il trapianto di cellule staminali ematopoietiche (in lingua inglese Hematopoietic stem cell transplantation (HSCT)) è il trapianto delle cellule progenitrici della parte corpuscolata del sangue, spesso derivate dal midollo osseo o dal cordone ombelicale o dalla placenta. È una procedura medica utilizzata in ematologia ed oncologia, quasi sempre per pazienti affetti da malattie del sangue o del midollo osseo quali mieloma multiplo e leucemia. In questi casi, il sistema immunitario del ricevente viene di solito distrutto per mezzo di radioterapia o chemioterapia prima del trapianto.
Il trapianto di cellule staminali rimane una procedura rischiosa con molte possibili complicazioni:  il Graft-versus-host disease ne è un esempio.
La procedura è tradizionalmente riservata ai pazienti con malattie mortali ma occasionalmente è stata utilizzata sperimentalmente nelle malattie non maligne e non ematologiche, come gravi invalidanti malattie autoimmuni e cardiovascolari. Il rischio di complicanze fatali sembra però troppo elevato per ottenere un più ampio utilizzo.

## Storia
Il trapianto di cellule staminali è stato sperimentato con cellule staminali del midollo osseo da un team del Centro Fred Hutchinson Cancer Research dal 1950 al 1970 sotto la guida di Edward Donnall Thomas, il cui lavoro è stato poi riconosciuto con il Premio Nobel per la Fisiologia e Medicina. Gli studi di Thomas dimostrarono che le cellule del midollo osseo infuse per via endovenosa possono ripopolare il midollo osseo e produrre nuove cellule del sangue. Il suo lavoro ha anche ridotto la probabilità di sviluppare una complicanza minacciosa per la vita come il graft-versus-host disease.

## Indicazioni
Molti destinatari del trapianto sono pazienti affetti da mieloma multiplo o da leucemia, che non trarrebbero beneficio da un trattamento prolungato con la chemioterapia o sono già risultati resistenti. I candidati pediatrici sono i bambini con un difetto congenito come l'immunodeficienza combinata grave, la neutropenia o l'anemia aplastica. Altre condizioni trattate con il trapianto di cellule staminali includono: l'anemia falciforme, la sindrome mielodisplastica, il neuroblastoma, linfomi, sarcoma di Ewing, la malattia granulomatosa cronica e la malattia di Hodgkin. Più di recente sono state introdotte delle procedure non-mieloablative o il cosiddetto "mini trapianto", che richiedono piccole dosi di chemioterapia e radioterapia preparativa. Questo ha permesso di intraprendere trapianti nei pazienti anziani e in altri che sono considerati troppo debole per sopportare un regime di trattamento convenzionale.

### Numero di procedure
Nel 2006 sono stati riportati un totale di 50.417 trapianti di cellule staminali ematopoietiche a livello mondiale, secondo un'indagine globale di 1327 centri in 71 paesi. Di questi 28.901 (57%) erano autologhi e 21.516 (43%) erano allogenici (11.928 da donatori familiari e 9.588 da non correlati). Le principali indicazioni per il trapianto sono stati i disordini linfoproliferativi (54,5%) e le leucemie (33,8%). La maggioranza dei trapianti è avvenuta in Europa (48%) o nelle Americhe (36%).

## Tipologie di trapianto

### Autologo
Il trapianto autologo è quello in cui nel paziente vengono reinfuse cellule staminali ematopoietiche (HSC) del paziente stesso. Queste vengono in genere prelevate in una fase in cui la malattia è in uno stato di "remissione", cioè quando il numero di cellule tumorali nel midollo o in circolo è molto basso. Queste cellule vengono conservate in azoto liquido. Il paziente viene quindi trattato con chemioterapia ad alta dose, con o senza radioterapia, con lo scopo di eliminare la popolazione di cellule maligne del paziente, al costo della distruzione parziale o completa del midollo .
I trapianti autologhi hanno il vantaggio di avere un minor rischio di infezione durante la fase di immuno-compromessione del trattamento in quanto il recupero della funzione immunitaria è relativamente rapido. Inoltre, l'incidenza di pazienti che hanno un rigetto (graft-versus-host disease) è molto rara, poiché il donatore e il ricevente sono la stessa persona. Questi vantaggi hanno portato il trapianto autologo a diventare uno dei normali trattamenti di seconda linea per malattie come alcuni tipi di linfoma.  Tuttavia, per altre patologie, come la leucemia mieloide acuta, il trapianto di midollo "allogenico" (vedi sotto) si è dimostrato più efficace.

### Allogenico
Il trapianto HSCT allogenico coinvolge due persone: il donatore (sano) e il ricevente (paziente). I due possono essere consanguinei o totalmente estranei.  I donatori devono possedere un tipo di tessuto compatibile o parzialmente compatibile con il ricevente. L'accertamento della compatibilità viene eseguito sulla base della variabilità a tre o più loci del gene del complesso maggiore di istocompatibilità (gene HLA). Anche se c'è una buona compatibilità di questi alleli critici, il destinatario richiederà farmaci immunosoppressivi per ridurre le possibilità di graft-versus-host disease. Nel caso di un trapianto di cellule non HLA-identiche, è stato sviluppato un sistema di impoverimento di linfociti T del donatore (ritenuti "a rischio" GvHD) prima o dopo il loro inserimento. Grazie a speciali meccanismi biotecnologici (anticorpi monoclonali legati a "magnetic beads"), si possono mantenere solamente le cellule T desiderate, ovvero quelle selezionate positivamente e negativamente. In altre parole, si può sostituire la funzione del timo di generazione della tolleranza in un lasso di tempo decisamente minore.
I donatori possono essere correlati (di solito un fratello possedente un gene HLA strettamente abbinato), singenici (un gemello monozigote o "identico" del paziente, condizione estremamente rara ma che permette di avere una fonte di cellule staminali emotopoietiche perfettamente compatibili) o non correlati (donatore non consanguineo con una alta corrispondenza del gene HLA). Il donatore non consanguineo può essere trovato attraverso un registro di donatori di midollo osseo, come ad esempio il registro italiano donatori midollo osseo. Le persone che vogliono essere testate per un familiare o un amico specifico senza entrare in nessuna delle banche dati di midollo osseo, possono rivolgersi a un laboratorio di analisi privato ed essere testate grazie ad un tampone orale per vedere se vi è una potenziale compatibilità.
Come descritto sotto le cellule staminali possono provenire dal sangue periferico, dal midollo osseo, dal sangue del cordone ombelicale. In generale, il trapianto di cellule staminali sane nel sistema immunitario del ricevente, sembra migliorare le possibilità di guarigione o remissione a lungo termine, una volta che le complicanze immediate del trapianto vengono risolte.
Razza ed etnia sono noti per svolgere un ruolo importante nel reclutamento dei donatori, membri dello stesso gruppo etnico hanno più probabilità di avere i geni corrispondenti, tra cui i geni di HLA.

## Fonti e conservazione delle cellule

### Midollo osseo

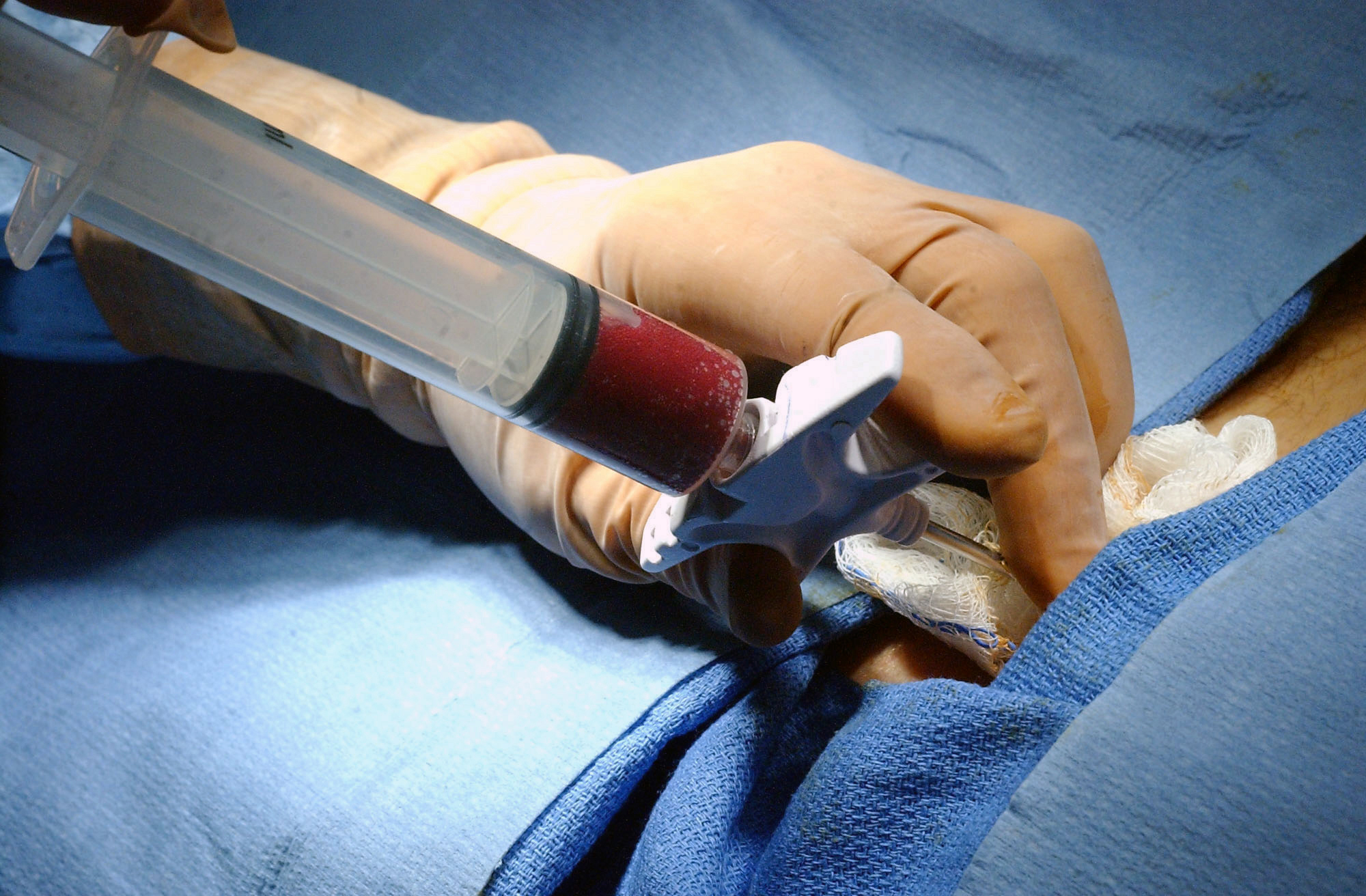
Prelievo di midollo osseo.

Nel caso di un trapianto di midollo osseo, le cellule ematopoietiche vengono prelevate da un grande osso del donatore, tipicamente il bacino, attraverso un ago con il quale si aspira il "sangue midollare". La tecnica viene definita come "raccolta midollo osseo" e viene eseguito generalmente in anestesia generale.

### Cellule staminali del sangue periferico
Le cellule staminali del sangue periferico  sono oggi la fonte più comune di cellule staminali per il trapianto. Esse vengono raccolte dal sangue attraverso un processo noto come aferesi. Il sangue del donatore viene estratto da un braccio e passato attraverso una macchina che trattiene le cellule bianche del sangue. I globuli rossi vengono restituiti al donatore. La resa di cellule staminali periferiche è potenziata con quotidiane iniezioni sottocutanee di farmaci in grado di mobilitare le cellule staminali dal midollo osseo del donatore nella circolazione periferica.

### Sangue del cordone ombelicale
Il sangue del cordone ombelicale si ottiene quando una madre dona il cordone ombelicale del suo bambino dopo il parto. Il sangue del cordone ombelicale ha una minore concentrazione di cellule staminali ematopoietiche rispetto a quante se ne trovano nel sangue adulto. Tuttavia, la piccola quantità di sangue ottenuta da un cordone ombelicale (tipicamente la quantità minima richiesta per il bancaggio circa 50 mL) rende ciò più adatto al trapianto in bambini piccoli che negli adulti. Le nuove tecniche che utilizzano l'espansione ex-vivo di unità di sangue cordonale o l'uso di unità di sangue da cordone di due diversi donatori consente trapianti di sangue del cordone ombelicale anche negli adulti.

### Conservazione delle cellule
A differenza di altri organi, le cellule del midollo osseo possono essere congelate (crioconservate) per periodi prolungati, senza danneggiarle. Questa è una necessità con i prelievi autologhi, poiché le celle devono essere raccolte dal malato prima del trapianto. Nel caso di trapianto allogenico, cellule fresche sono preferite, per evitare la perdita di alcune di esse che può verificarsi durante il processo di congelamento e scongelamento.
Il sangue del cordone è congelato e conservato ad una banca del sangue del cordone, poiché è ottenibile solo al momento del parto. Per crioconservare le cellule, si aggiunge un conservante, il dimetilsulfossido, e le cellule vengono raffreddate molto lentamente in un congelatore a velocità controllata per evitare un danno cellulare osmotico e la formazione di cristalli di ghiaccio. Le cellule staminali ematopoietiche possono essere conservate per anni in un cryofreezer, che generalmente utilizza azoto liquido.

## Prognosi
La prognosi dopo un trapianto di cellule staminali ematopoietiche è molto variabile e dipende dal tipo di malattia, dallo stadio, dalla fonte di cellule staminali, dalla compatibilità HLA e dal regime di conservazione. Un trapianto offre una possibilità di guarigione o di remissione a lungo termine se le complicazioni inerenti al graft versus host disease, ai trattamenti immuno-soppressivi e le infezioni opportunistiche riescono ad essere superate. Negli ultimi anni, i tassi di sopravvivenza sono gradualmente aumentati in quasi tutti i pazienti che ricevono un trapianto.